# Hyperspektral

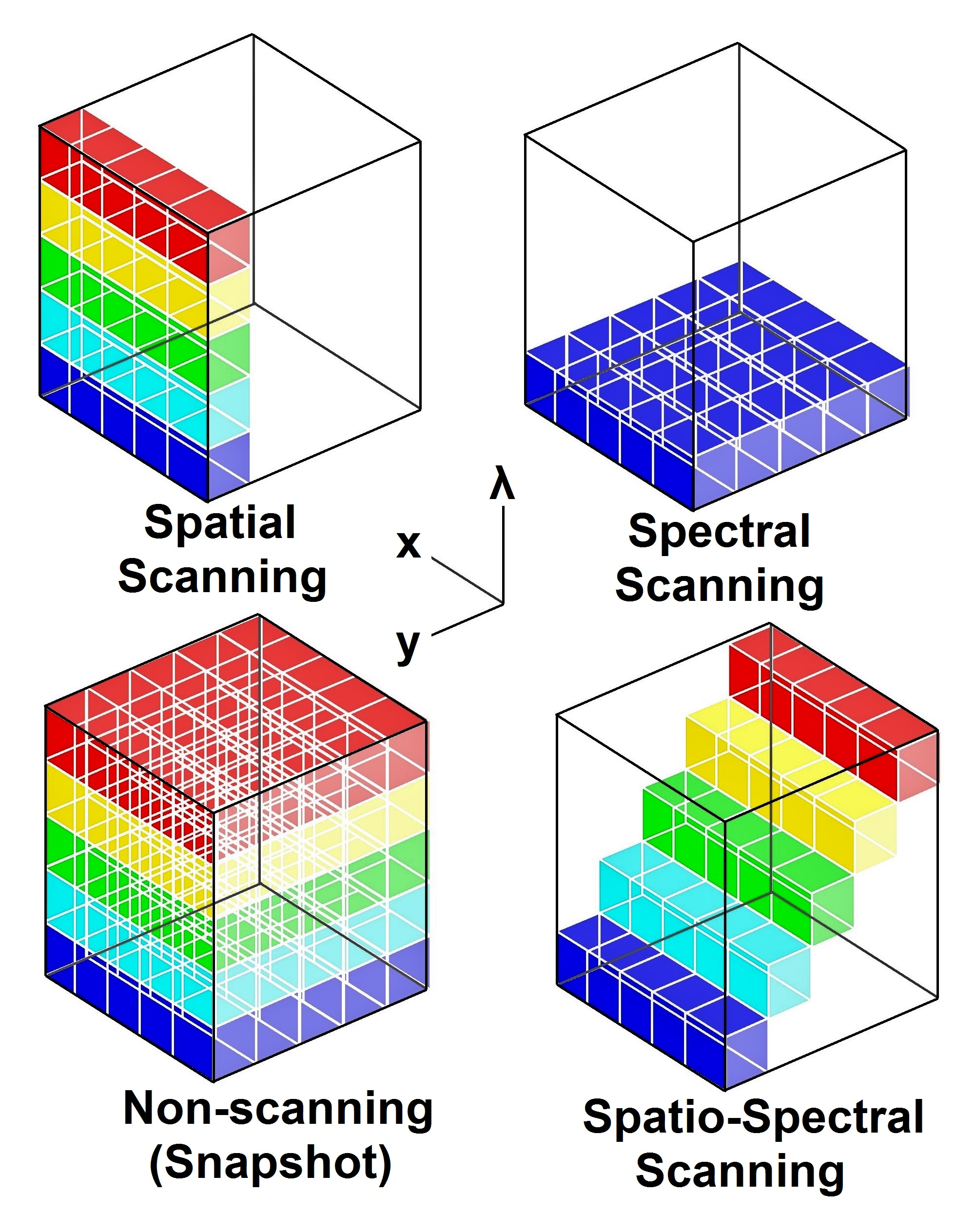
Techniken zur Erfassung hyperspektraler Daten, veranschaulicht als Schnitte durch den hyperspektralen Datenwürfel mit seinen zwei räumlichen Dimensionen (x,y) und einer spektralen Dimension (lambda).

Unter hyperspektraler Spektroradiometrie versteht man in der Fernerkundung ein Sensorsystem, das elektromagnetische Signale von sehr vielen, eng beieinanderliegenden Wellenlängen aufzeichnen kann. Abhängig vom eingesetzten Sensor werden Wellenlängen von 350 nm bis 2500 nm mit spektralen Auflösungen von 3 nm bis 10 nm aufgezeichnet. Das menschliche Auge sieht die Umwelt multispektral in den Wellenlängen der Grundfarben Rot, Grün und Blau, was etwa Wellenlängen von 350 nm bis 730 nm entspricht. Hyperspektralsensoren können als aktive oder passive Sensoren benutzt werden. Sie können fest installiert in einem Produktionsprozess, als Handgerät, auf unbemannten Flugsystemen, von Flugzeugen oder Satelliten aus eingesetzt werden. Aus den Reflexionseigenschaften von Vegetation und Bodenformationen lassen sich z. B. über Vegetationsindizes Aussagen über den Gesundheitsstatus der Pflanzen ableiten. Im Gegensatz zu einer panchromatischen Aufnahme erhält man eine geringere räumliche Auflösung.

## Techniken zur Erfassung eines hyperspektralen Datenwürfels
Um den hyperspektralen Datenwürfel mit seinen zwei räumlichen und einer spektralen Dimension zu erhalten, stehen vier grundlegende Techniken zur Verfügung:
- Schnappschuss (der gesamte Datensatz wird mit einem einzigen Detektor-Output geliefert)
- Räumliches Scannen (jeder Detektor-Output liefert das Spektrum von einem schmalen Streifen der Szene)
- Spektrales Scannen (jeder Detektor-Output liefert eine monochromatische, räumliche Karte der Szene)
- Räumlich-spektrales Scannen (jeder Detektor-Output liefert eine spektral kodierte, räumliche Karte der Szene)

## Satellitensysteme mit hyperspektralen Detektoren
- SVALBIRD
- AVIRIS
- EnMAP, (200 Kanäle)
- EO-1, (Hyperion 220 Kanäle)
- MightySat der US Air Force
- TacSat 3
- Chandrayaan-1, Mondsonde (Moon Mineralogy Mapper 640 Kanäle)
- Tianwen-1, Marsorbiter (72 Kanäle)
- HJ-1